# Бакунин, Фёдор Алексеевич
Фёдор Алексе́евич Баку́нин (2 марта 1898, деревня Старое Ильмово, Казанская губерния, ныне Черемшанский район, Татарстан — 22 января 1984, Краснодар) — советский военный деятель, Генерал-майор (1940 год).

## Начальная биография
Фёдор Алексеевич Бакунин родился 2 марта 1898 года в деревне Старое Ильмово Казанской губернии ныне Черемшанского района Татарстана.

## Военная служба

### Первая мировая и гражданская войны
В феврале 1917 года был призван в ряды Русской императорской армии и направлен рядовым в Семёновский лейб-гвардии полк. В октябре того же года был демобилизован из рядов армии.
В апреле 1918 года вступил в ряды Красной гвардии и назначен на должность командира взвода Томского красногвардейского отряда, а в августе — на должность командира батальона партизанского отряда под командованием В. П. Шевелева. Находясь на этих должностях, Бакунин принимал участие в боевых действиях против войск под командованием адмирала А. В. Колчака в районах городов Кузнецк, Марьинск и Кемерово.
В декабре 1919 года был призван в ряды РККА и направлен на учёбу на 2-е Сибирские пехотные курсы, дислоцированные в Томске. После окончания курсов в июле 1921 года был назначен на должность курсового командира и командира взвода 25-й пехотной школы (Сибирский военный округ).

### Межвоенное время
В сентябре 1922 года был направлен на учёбу в Омскую Высшую военную школу, после окончания которой в ноябре 1923 года был направлен в 34-й стрелковый полк (12-я стрелковая дивизия, Сибирский военный округ), где служил на должностях командира роты и начальника полковой школы.
В 1926 и 1930 годах окончил Стрелково-тактические курсы «Выстрел», а в 1931 году — специальное отделение курсов при Управлении боевой подготовки РККА.
В декабре 1930 года Бакунин был назначен на должность помощника командира, в 1932 году — на должность командира 52-го стрелкового полка (18-я стрелковая дивизия, Московский военный округ), в марте 1938 года — на должность командира 11-й стрелковой дивизии (Ленинградский военный округ), дислоцированной в Кингисеппе, в феврале 1939 года — на должность командира 2-го стрелкового корпуса, дислоцированного в Великих Луках, а в январе 1940 года — на должность командира 61-го стрелкового корпуса, дислоцированного в Туле.

### Великая Отечественная война
С началом войны находился на прежней должности.
Корпус под командованием генерал-майора Бакунина принимал участие в боевых действиях в ходе Смоленском сражении, во время которого вёл оборонительные боевые действия в районе Могилёва, где в конце июля был окружён войсками противника. В ноябре Бакунин во главе группы из 140 человек сумел выйти из окружения, имея при себе форму и оружие, после чего находился в распоряжении Западного фронта и Главного управления кадров НКО и в декабре 1941 года был назначен на должность старшего преподавателя общей тактики, а затем — на должность начальника курса Военной академии имени М. В. Фрунзе.
В ноябре 1943 года был назначен на должность заместителя командира 10-го стрелкового корпуса, который принимал участие в боевых действиях в составе 51-й армии.
20 мая 1944 года назначен на должность командира 63-го стрелкового корпуса, который вёл боевые действия в ходе Белорусской и Прибалтийской наступательных операций, во время которых были освобождены города Паневежис, Радвилишкис, Шедува, Шяуляй и Ауце. За умелую организацию четкого управления частями корпуса в трудных условиях наступления, смелое применение обходного манёвра генерал-майор Фёдор Алексеевич Бакунин был награждён орденом Кутузова 2 степени.

### Послевоенная карьера
После окончания войны находился на прежней должности. Корпус под командованием Бакунина в июле 1945 года был передислоцирован в Уральский военный округ.
Генерал-майор Фёдор Алексеевич Бакунин в августе 1947 года вышел в отставку. Умер 22 января 1984 года в Краснодаре.

## Воинские звания
- Полковник (17.02.1936);
- Комбриг (16.03.1938);
- Генерал-майор (4.06.1940)[1][2].

## Награды
- Орден Ленина (21.02.1945);
- 2 ордена Красного Знамени (12.05.1944, 3.11.1944);
- Орден Кутузова 2-й степени (29.06.1945);
- Орден Красной Звезды (21.02.1941);
- Медали.

## Память
Именем Ф. А. Бакунина названа улица в городе Могилёве (Белоруссия).